# Lee Kwang-hyun
Lee Kwang-hyun (n. 17 august 1993) este un scrimer sud-coreean, medaliat olimpic. A participat la o ediție a Jocurilor Olimpice (2020) în care a câștigat o medalie de bronz.